# Teorema – Geometrie der Liebe
Teorema – Geometrie der Liebe ist ein Spielfilm des italienischen Regisseurs Pier Paolo Pasolini aus dem Jahr 1968.

## Handlung
Die erste Szene des Films zeigt eine Gruppe Männer in Mailand, die gefilmt werden und darüber diskutieren, was die Schenkung eines Industriebetriebs an seine Arbeiter für Konsequenzen für den Kapitalismus hat. Ein Postbote gibt ein Telegramm an der Tür der Villa einer großbürgerlichen Industriellenfamilie ab, in dem für den nächsten Tag die Ankunft eines Gastes angekündigt wird. Der Gast ist ein gutaussehender und zurückhaltender junger Mann, liest Arthur Rimbaud und bewegt sich ungezwungen im ganzen Haus. Nacheinander erliegen alle Familienmitglieder seiner Faszination: Die Haushälterin Emilia, der Sohn Pietro, die Mutter Lucia, die Tochter Odetta sowie letztendlich der Vater. Mit allen hat der Gast sexuellen Verkehr und leitet eine Wende in ihrem Leben ein. Nach seiner plötzlichen Abreise hinterlässt er Leere und seelisches Chaos, das Mutter, Vater, Tochter und Sohn auf unterschiedlichste und teils absurde Weise zu kompensieren versuchen. Emilia kehrt zu ihrer Familie aufs Land zurück, wo sie zur zwar zurückgezogenen, aber trotzdem vielbesuchten Heiligen und Wunderheilerin wird. Die junge Odetta wird wahnsinnig und endet im Irrenhaus. Pietro beginnt mit abstrakter Malerei und entwickelt konzeptuelle Gedanken über Malerei und künstlerische Technik. Die bislang stets moralische Gattin nimmt sexuelle Kontakte mit fremden jungen Männern auf und der Vater überlässt den Arbeitern seine Fabrik, entkleidet sich am Hauptbahnhof von Mailand und begibt sich einsam und nackt in die Wüste.

## Hintergrund
Das Theorem, das im Filmtitel vorkommt, ist dasjenige, welches behauptet, man müsse auf die Probleme der Welt und die eigenen existenziellen Bedürfnisse mit einer formalistischen Geometrie antworten, genauer gesagt mit spießbürgerlichen Verhaltensweisen. Eine solche Gesellschaft kann laut Pasolini nicht echt sein. Ein Ereignis außerhalb der Norm, wie der Besuch des unbekannten Gasts, genügt, um die Leere zu offenbaren. Die Bewohner des Hauses beginnen sich mit sich selbst auseinanderzusetzen und geraten selbst aus der Norm. Im Film wird also das Theorem zerlegt.

## Kritiken
„Durch seine, voll beabsichtigte, extreme Abstraktheit und Symbolik erzeugt Teorema trotz ausdrucksstarker Darsteller und einer genauen Komposition eine Unzugänglichkeit, die sich erst nach einer detaillierteren Auseinandersetzung mit dem Autor und der zeitgenössischen, subjektiven Wahrnehmung seiner Umgebung aufbrechen lässt.“

„Vieldeutiger, für verschiedene Interpretationen offener Film, in dem Pasolini seine aus Christentum und Marxismus gezogenen Erkenntnisse für die Notwendigkeit einer geistigen und sozialen Umwandlung des Menschen formuliert. Der künstlerisch beachtliche Film verknüpft thesenhaft knapp Sozialismus, Kapitalismus, Religiosität und Sexualität und verdichtet sich zu einer nur schwer zu entschlüsselnden Parabel, beruhend auf allegorischen Figuren- und Bildarrangements.“

## Preise
Coppa Volpi an Laura Betti für die beste weibliche Darstellerin und Premio OCIC bei den XXIX. Internationalen Filmfestspielen von Venedig.

## Adaptionen
Der italienische Komponist Giorgio Battistelli schrieb 1992 im Auftrag von Hans Werner Henze für die Münchener Biennale die Oper Teorema nach Motiven aus Pasolinis Film. Das Musikdrama für sechs Schauspieler, kleines Orchester, Synthesizer und die orientalischen Trommeln Daf und Zarb verzichtet komplett auf Gesang und wird nur gelegentlich, ähnlich wie im Film, von einem Sprecher kommentiert.
Der belgische Regisseur Ivo van Hove inszenierte Teorema auf der Ruhrtriennale 2009 als Theaterstück.